# Carex magellanica
Carex magellanica — вид багаторічних трав'янистих рослин родини осокові (Cyperaceae). Жан Батист Ламарк описав вид з області Магелланової протоки.

## Опис
Кореневища короткі. Стебла 10–80 см, із закругленими кутами, гладкі. Листові пластинки шириною 1–4 мм. Найнижчі приквітки зазвичай перевищують суцвіття. Сім'янки 3–4 мм, з носиком до 0,1 мм. 2n=58, 60.

## Поширення
Північна Америка: Гренландія, Канада, США; Європа: Білорусь, Естонія, Латвія, Литва, Росія, Австрія, Чехія, Німеччина, Польща, Швейцарія, Фінляндія, Ісландія, Ірландія, Норвегія, Швеція, Велика Британія, Італія, Румунія, Франція; Азія: Японія, Росія. Населяє болота, драговини, як правило, пов'язані зі сфагнумом.

## Підвиди
- Carex magellanica subsp. magellanica — Аргентина, Чилі. Різниться від Carex magellanica subsp. irrigua тим, що бічні колоски з (2)3–7 тичинковими квітками, і маточкові луски (1.3)1,6–2,3 мм завширшки.
- Carex magellanica subsp. irrigua — північна частина Північної півкулі.